# Xian de Qi (Hebi)
Pour les articles homonymes, voir Qi.
Le xian de Qi (淇县 ; pinyin : Qí Xiàn) est un district administratif de la province du Henan en Chine. Il est placé sous la juridiction de la ville-préfecture de Hebi.

## Démographie
La population du district est de 252 459 habitants en 1999.